# Meyers Konversations-Lexikon
Le Meyers Konversations-Lexikon est un très important ouvrage encyclopédique en langue allemande traitant de tous les sujets rédigé dans les années 1840-1850 par Joseph Meyer, fondateur du  Bibliographisches Institut, établissement qui, au cours des XIXe et XXe siècles, a mis et édité à plusieurs reprises l'encyclopédie. 
Son nom vient donc de son fondateur, Joseph Meyer. Depuis 1986, l'édition est assurée par l'Encyclopédie Brockhaus après la fusion en 1984 de Brockhaus-Verlag et du Bibliographisches Institut, qui a donné naissance au Bibliographisches Institut & F. A. Brockhaus.

## Caractéristiques
Les lecteurs de cet ouvrage avaient la possibilité d'entrer en contact avec les éditeurs au Bibliographisches Institut. C'est ainsi que chaque volume contient un appendice sur cette correspondance, c'est ce que l'on appelait le Korrespondenzblatt.
Les premières éditions renferment déjà de nombreux dessins et schémas :
« Cette encyclopédie de la connaissance humaine comprend aussi : les portraits des personnages les plus importantes de tous les temps, les représentations des lieux les plus remarquables, les plans des plus grandes villes, cent cartes anciennes et nouvelles pour la description de la Terre, pour les statistiques, l'histoire et la religion etc. ainsi que plusieurs milliers d'illustrations concernant l'histoire naturelle et les objets fabriqués.“ (Page de titre de la première édition).

## Histoire

### Ur-Meyer (1840–1852/1855)

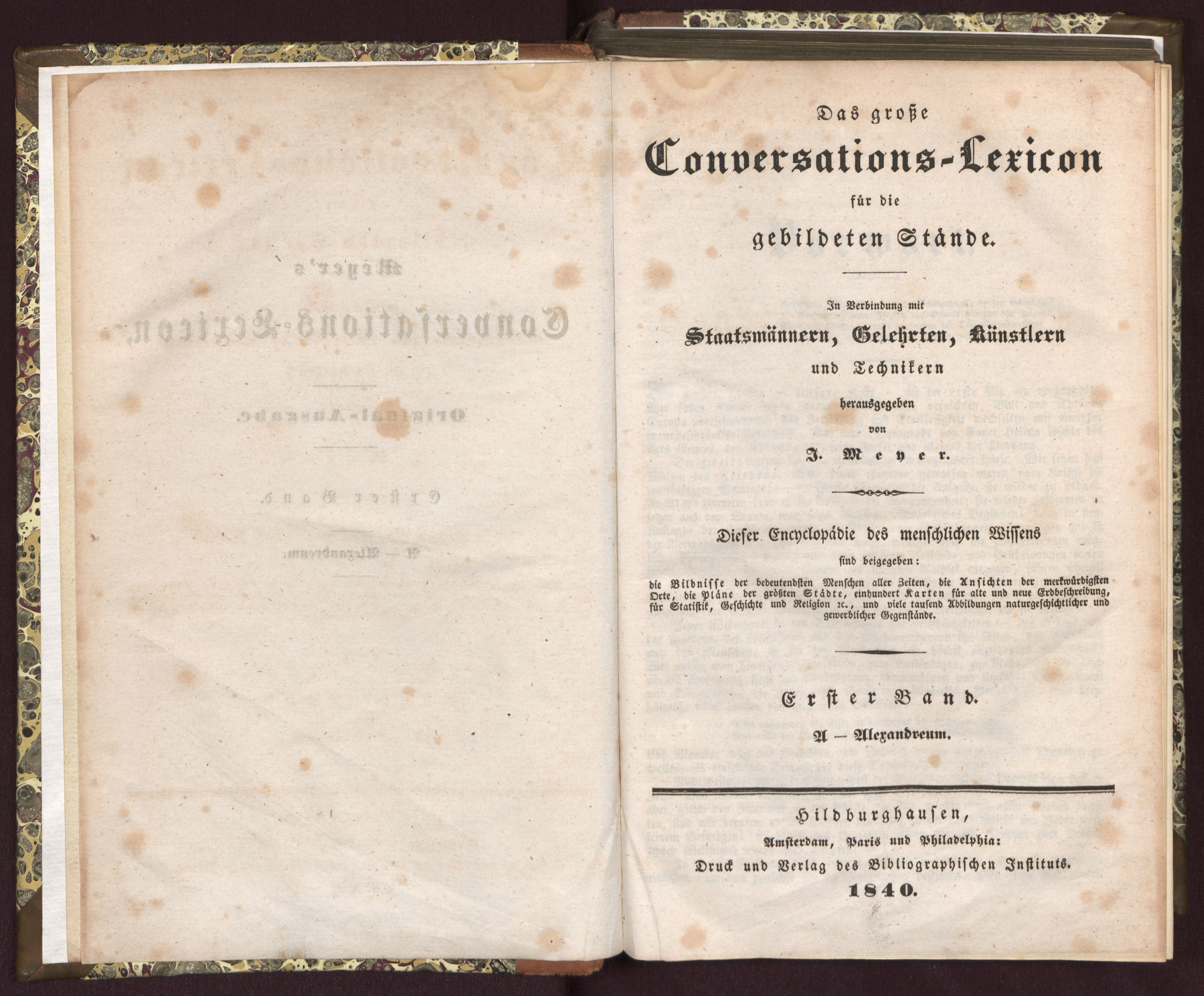
Page de titre du premier volume (1840).

Le premier projet d'encyclopédie de Joseph Meyer (1796-1856), le fondateur du Bibliographisches Institut, était le Große Conversations-Lexicon für die gebildeten Stände. In Verbindung mit Staatsmännern, Gelehrten, Künstlern und Technikern, également appelés officieusement Ur-Meyer, Wunder-Meyer ou Auflage Null. Avec l'encyclopédie, initialement conçue pour comporter 21 volumes jusqu'en 1843, il voulait s'adresser à un large public, contrairement aux encyclopédies publiées jusqu'à cette époque. Avec cette encyclopédie, Meyer a voulu « contribuer à renverser le monopole oppressif du savoir qui a si longtemps pesé sur les nations », sa devise étant que « l'intelligence de tous [...] est le plus fort bastion de l'humanité et de la liberté ». Au lieu des 21 volumes prévus, il est devenu 52 volumes, 46 volumes A-Z (1840-1852) ainsi que six volumes supplémentaires (1853-1855) avec plus de 65 000 pages de texte sur deux colonnes, 1 200 pages d'index et plus de 90 millions de mots. Il s'agit donc de la plus grande encyclopédie allemande du XIXe siècle et elle est considérée comme l'une des plus importantes publications de livres de l'époque. Pour une encyclopédie allemande, l'ajout de planches et d'illustrations de texte a été innovant. Avec cette portée, les innovations et la richesse des mots clés de Meyer ont établi de nouvelles normes dans l'histoire et le développement de l'encyclopédie.

### 1reédition (1857–1860/1861)
Après la mort de Joseph Meyer en 1856, son fils Herrmann Julius Meyer (en) (1826-1909) a pris en charge le développement ultérieur de l'encyclopédie. Il a délibérément choisi de ne pas le publier comme deuxième édition du großes Conversations-Lexikon für die gebildeten Stände, mais comme une nouvelle édition sous le titre Meyer's Neues Conversations-Lexikon für alle Stände (à partir du volume 2 : Neues Konversations-Lexikon für alle Stände). Contrairement à son père, Hermann Julius n'avait aucune intention éclairée ou éducative ; son principal objectif était de fournir des informations correctes et objectives. Cette nouvelle image de soi s'est également exprimée par la réduction du volume global. Entre 1857 et 1860, les 15 volumes du Grundlexikon ont été publiés, plus un index par mot et par sujet, un volume d'atlas et un volume de gravure sur plaque et sur acier en 1861. Au total, ils comptaient environ 19 000 pages (pour comparaison : Das große Conversations-Lexicon für die gebildeten Stände comptait 52 volumes de plus de 65 000 pages). Le Neues Konversations-Lexicon für alle Stände, qui était déjà imprimé sur deux colonnes, a constitué la base de toutes les éditions suivantes en termes de structure et de volume.

### 2eédition (1861–1867/1875)

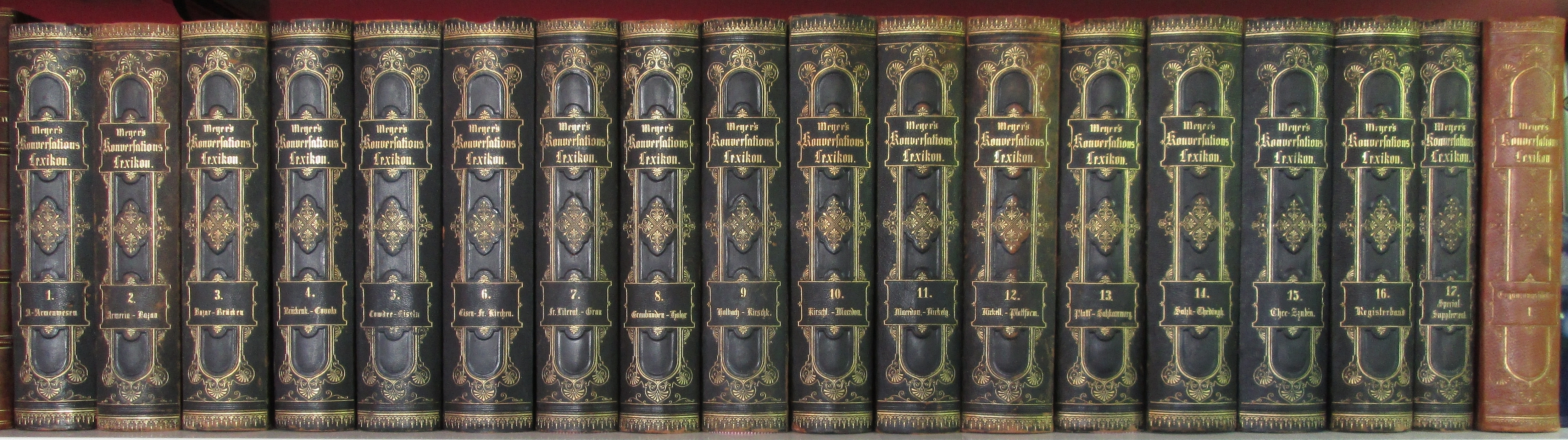
Meyers Konversations-Lexikon 2e édition, avec le premier volume des fiches complémentaires.

La 2e édition entièrement révisée est parue entre 1861 et 1867 en 15 volumes sous le titre : Neues Konversations-Lexikon, ein Wörterbuch des allgemeinen Wissens. En outre, il y avait un registre et un volume supplémentaire (16e volume, 1868) et un supplément spécial (1872). À cette édition ont été publiés sept volumes de Ergänzungsblätter zur Kenntnis der Gegenwart (1866-1871). Dans le même contexte qu'un ouvrage complémentaire, de 1871 à 1875, les neuf volumes Deutsche Warte. Umschau über das Leben und Schaffen der Gegenwart.

### 3eédition (1874–1878/1884)
La 3e édition du Meyers Konversations-Lexikon. Eine Encyklopädie des allgemeinen Wissens est parue dans les années 1874 à 1878 en 15 volumes, avec environ 15 600 pages, environ 70 000 mots-clés, près de 400 planches en gravure sur acier, sur bois ou en lithographie, et près de 1 500 illustrations de texte dessinées spécialement pour cette encyclopédie. En 1880, un volume supplémentaire et un volume d'index (16e volume) sont parus, et dans les années 1879 à 1884, cinq suppléments annuels sont parus. En 1879, une édition spéciale splendide de cette édition est parue en veau avec de larges marges et en format agrandi. C'est aujourd'hui l'une des éditions les plus recherchées. La 3e édition est la dernière édition cousue au fil et la première édition produite sur des presses rotatives typographiques. Dans cette édition, la plupart des illustrations sont reliées directement dans l'encyclopédie plutôt que dans des volumes d'illustrations séparés comme dans les éditions précédentes. Il contient également de nombreuses illustrations tirées de La vie animale de Brehm. Un autre renouvellement concerne les désignations de prononciation des termes étrangers et techniques. La 3e édition a connu un grand succès : 130 000 exemplaires de la seule édition standard ont été vendus, soit trois fois plus que la 2e édition.

### 4eédition (1885–1890/1892)

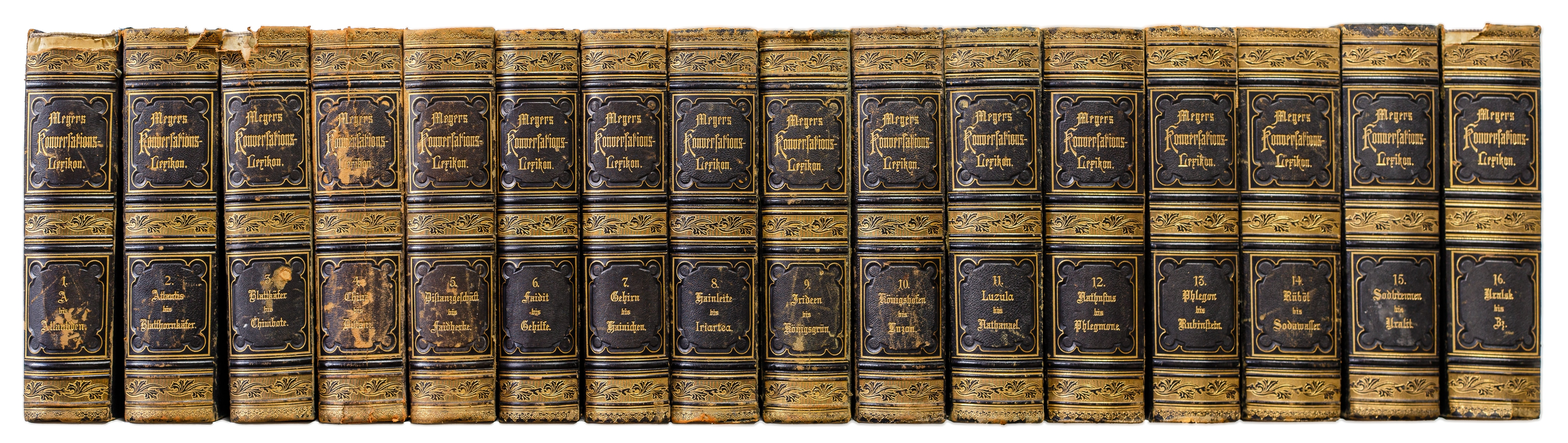
Meyers Konversations-Lexikon, 4e édition, volumes 1 à 16.

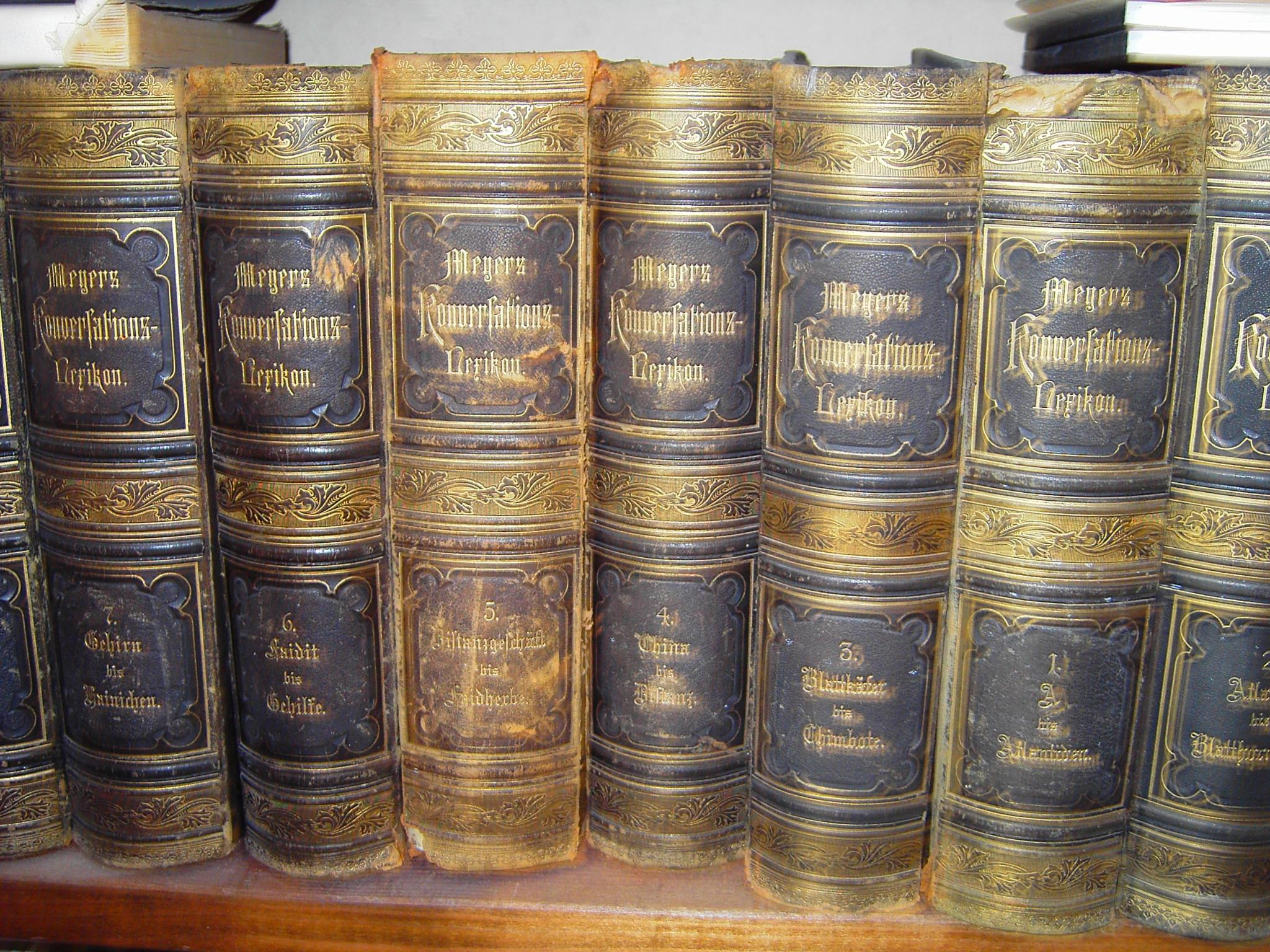
L'édition de 1885.

La 4e édition du Meyers Konversations-Lexikon. Eine Encyklopädie des allgemeinen Wissens a été publiée de 1885 à 1890 en 16 volumes, avec environ 17 000 pages, 3 000 illustrations et 556 cartes, plans et planches. Elle a été suivie en 1890 par un volume supplémentaire et un volume d'index (volume 17) et entre 1891 et 1892 par deux volumes annuels de suppléments. La qualité des reproductions a été considérablement améliorée par l'utilisation de papier sans bois. En plus des plaques noir et blanc, cette édition a utilisé pour la première fois 80 plaques couleur, qui ont été produites par le procédé de chromolithographie. C'est aussi la première édition agrafée au fil de fer. 200 000 exemplaires de la 4e édition ont été vendus.

### 5eédition (1893–1897/1901)
La 5e édition du Meyers Konversations-Lexikon. Ein Nachschlagewerk des allgemeinen Wissens est paru en 17 volumes (1893-1897) et comprend 17 800 pages avec environ 100 000 articles et 10 500 illustrations. En outre, un volume supplémentaire (1898) et trois suppléments annuels (1899-1901) ont été publiés. Avec 233 000 exemplaires vendus, on constate à nouveau une augmentation par rapport à l'édition précédente. Cette édition était disponible dans une très grande variété de reliures. En particulier, les splendides éditions sont jugées, d'un point de vue esthétique, comme étant des points forts de l'histoire de l'encyclopédie allemande.

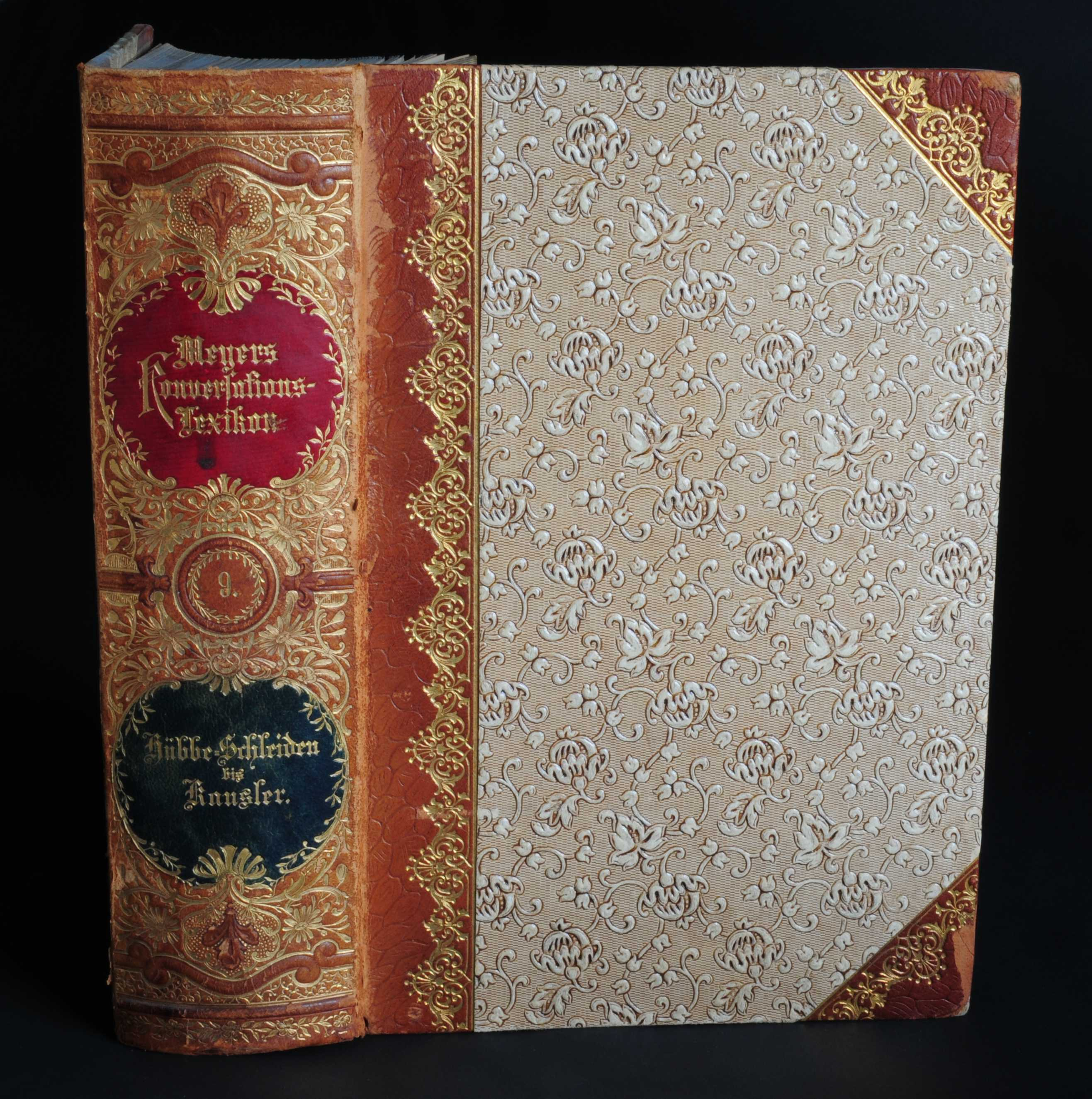
Variante de reliure de la 5e édition.
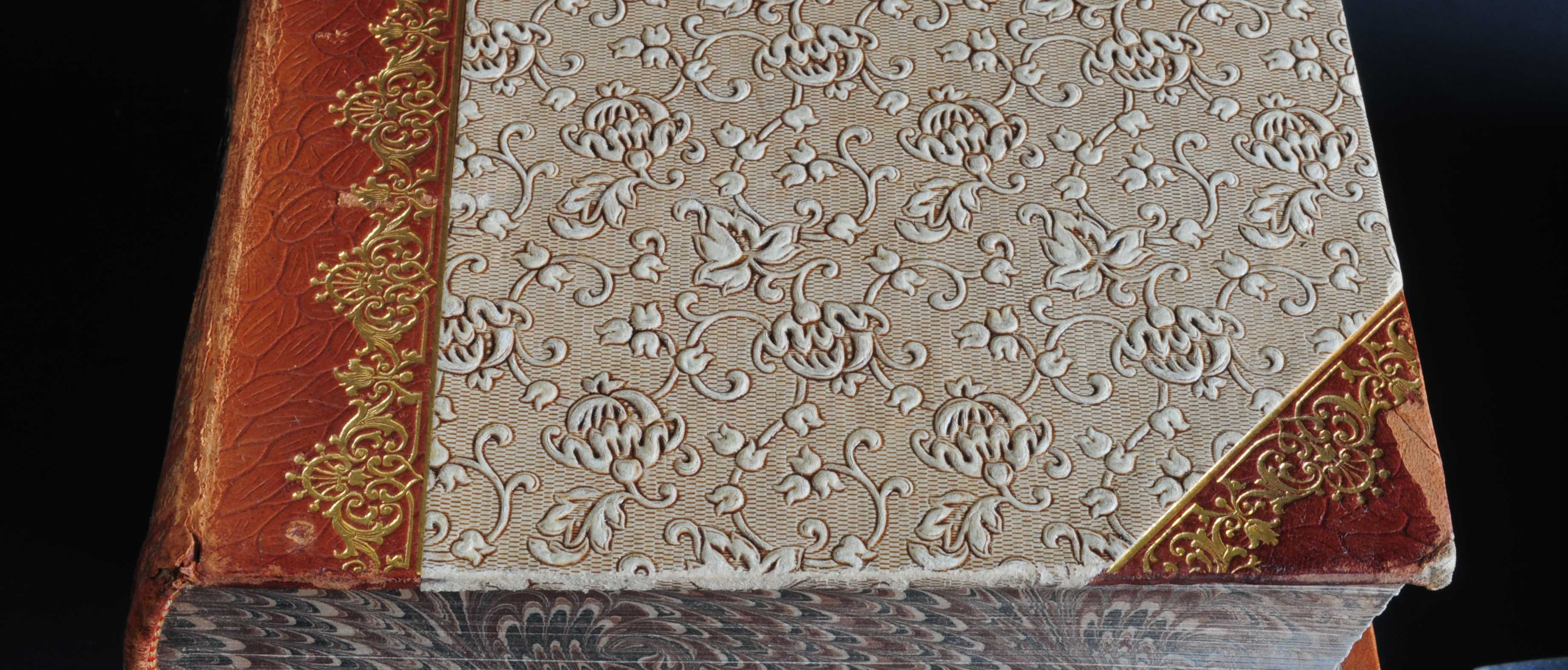
Détail de la couverture.
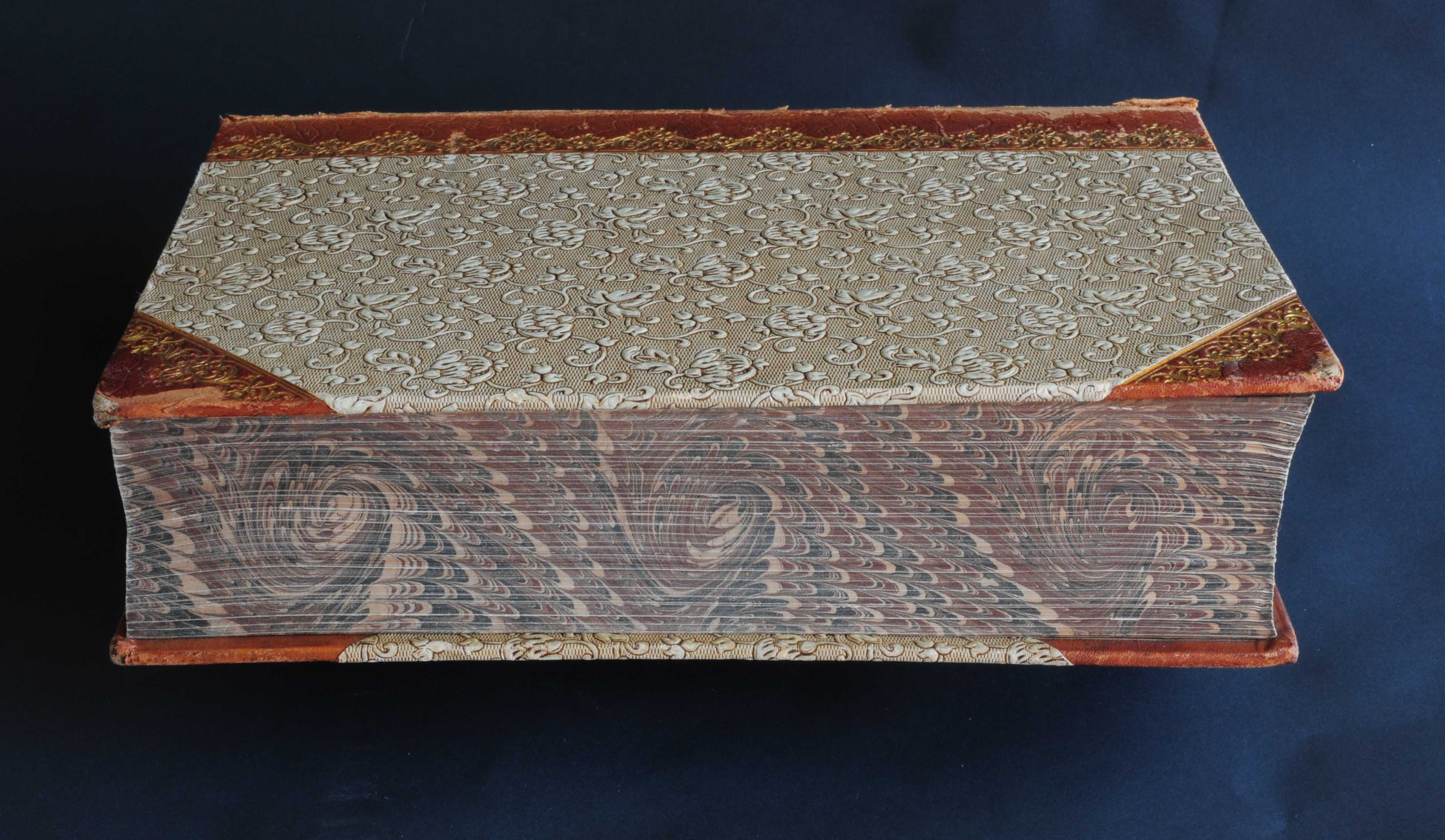
Décoration de coupe marbrée.
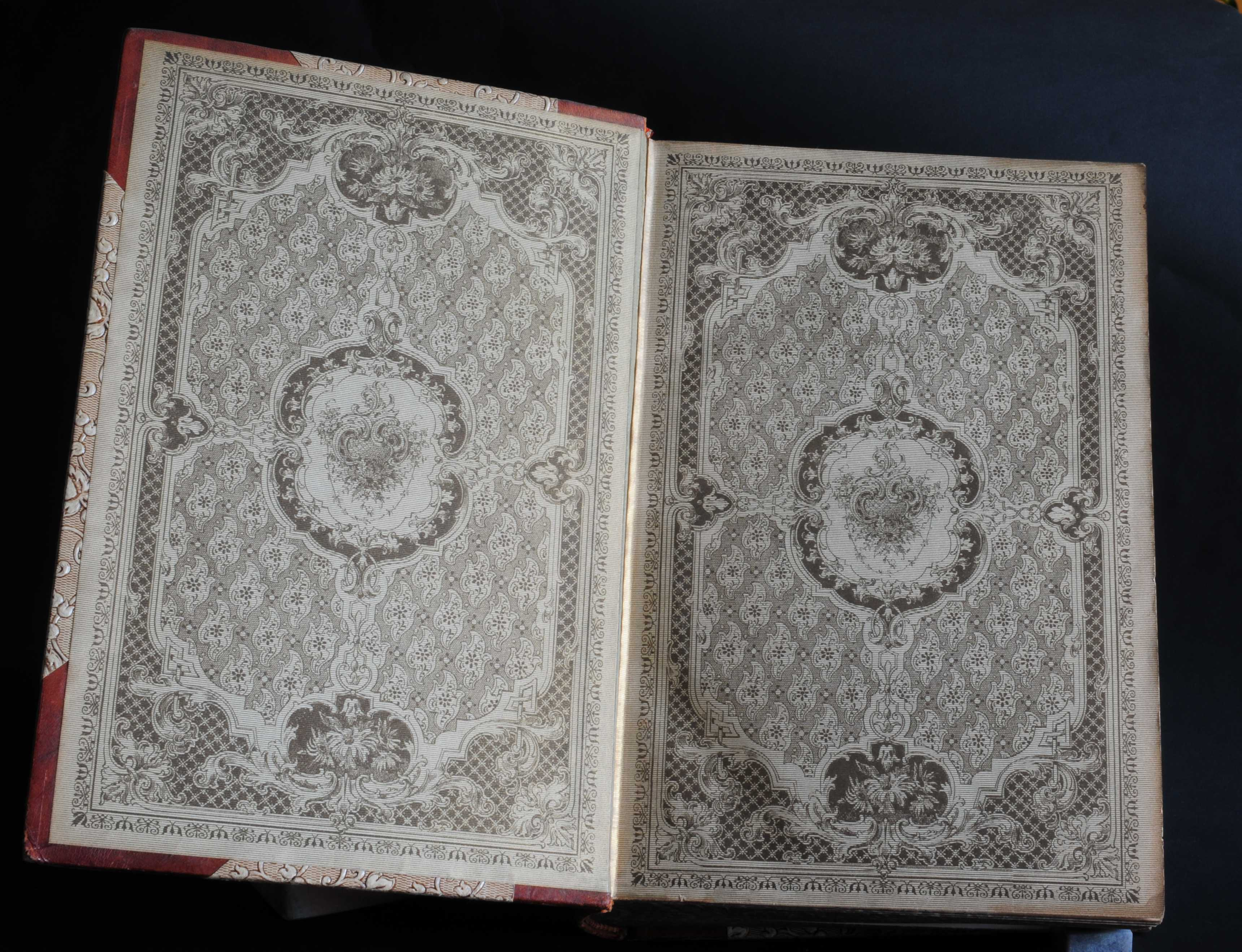
Pages de garde.
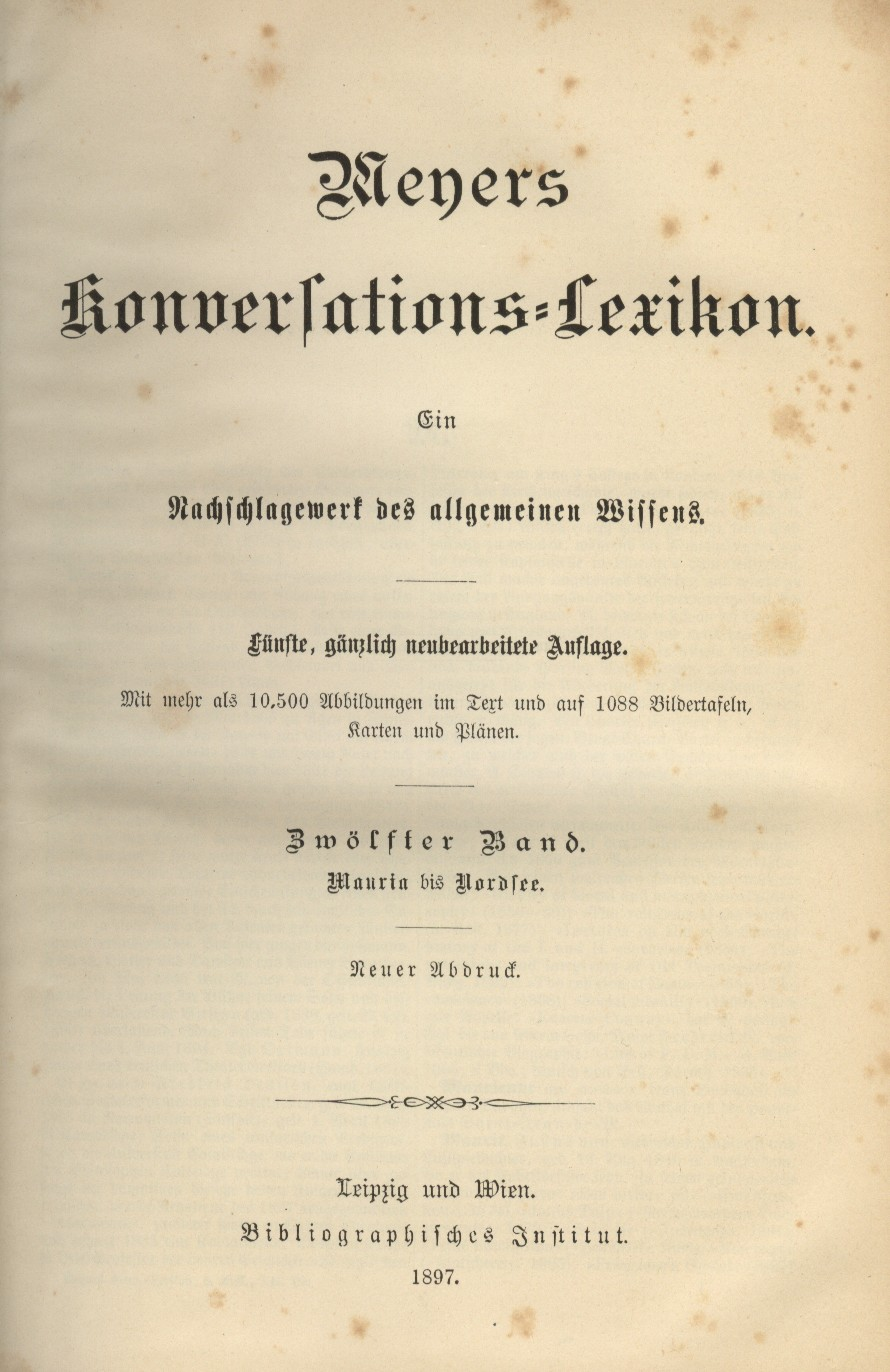
Page de titre du 12e volume de la 5e édition.

### 6eédition (1902–1908/1920)
La 6e édition du Meyers Großes Konversations-Lexikon. Ein Nachschlagewerk des allgemeinen Wissens a été publiée entre 1902 et 1908 en 20 volumes et contenait environ 150 000 articles et références sur plus de 18 500 pages ainsi que 16 800 illustrations, cartes et plans dans le texte et 1 522 planches d'illustrations. De nouvelles éditions des premiers volumes sont apparues à partir de 1905. En outre, un volume supplémentaire (1909), trois suppléments annuels (1909-1912) et trois suppléments de guerre (1916-1920) ont été publiés. Pour la première fois, l'Institut bibliographique a renoncé à la livraison par livret. En outre, pour la première fois dans une encyclopédie en langue allemande, la 6e édition présentait des couvertures d'éditeur richement décorées de style Art nouveau.
La 6e édition est considérée comme le point culminant de l'histoire de l'édition et - avec les 14e et 15e éditions du Großer Brockhaus - comme le sommet de l'encyclopédie populaire en langue allemande. Cette édition a été publiée en cinq éditions - Jugendstil-Bibliothek-, Jugendstil-Pracht-, Kriegs-, Eichenlaub- et Eierstab-Ausgabe - les deux dernières étant les plus rares de cette édition. Pendant la période de guerre, le travail de l'encyclopédie a dû être interrompu et la nouvelle édition prévue pour 1920/1921 a échoué.